# Ulysses Llanez
Ulysses Llanez Jr. (Lynwood, 2 aprile 2001) è un calciatore statunitense, di ruolo attaccante, svincolato.

## Caratteristiche tecniche
È un'ala destra che può giocare anche sul lato opposto. Di piede destro, dispone di un ottimo dribbling.

## Carriera

### Club
Cresciuto nei Los Angeles Galaxy, ha lasciato il club dopo 2 anni nella seconda squadra il 2 aprile 2019 (giorno del suo 18º compleanno) si trasferisce al VfL Wolfsburg.
Il 23 aprile 2020, dopo una stagione nella primavera, viene aggregato alla prima squadra.
Il 15 settembre 2020 viene ceduto in prestito all'Heerenveen.

### Nazionale
Nel 2018 con la nazionale U-20 statunitense ha preso parte al campionato nordamericano Under-20 2018.
Il 1º febbraio 2020 debutta in nazionale maggiore realizzando il rigore del decisivo 1-0 contro la Costa Rica in amichevole.